# Škoda 440
O Škoda 440 e os similares 445 e 450 são automóveis produzidos pela AZNP na Tchecoslováquia entre 1955 e 1959. Na Tchecoslováquia, eram conhecidos pelo nome popular Spartak. Os carros também foram importados para a Europa Ocidental, América do Norte e do Sul e Nova Zelândia.

## Versões
Os três modelos são todos movidos por motores de quatro cilindros em linha.
- 440 Spartak (1955–1959) - 1.089 cc, 29 kW (39 cv) a 4.200 rpm, 75.417 produzidos
- 445 (1957–1959) - 1.221 cc, 33 kW (45 cv) a 4.200 rpm, 9.375 produzidos
- 450 conversível (1957–1959) - 1.089 cc, 37 kW (50 cv) a 5.500 rpm, 1.010 produzidos

Os 440, 445 e 450 foram atualizados em 1959 com os sedãs e peruas substituídos pelo Škoda Octavia e o 450 conversível pelo Škoda Felicia.

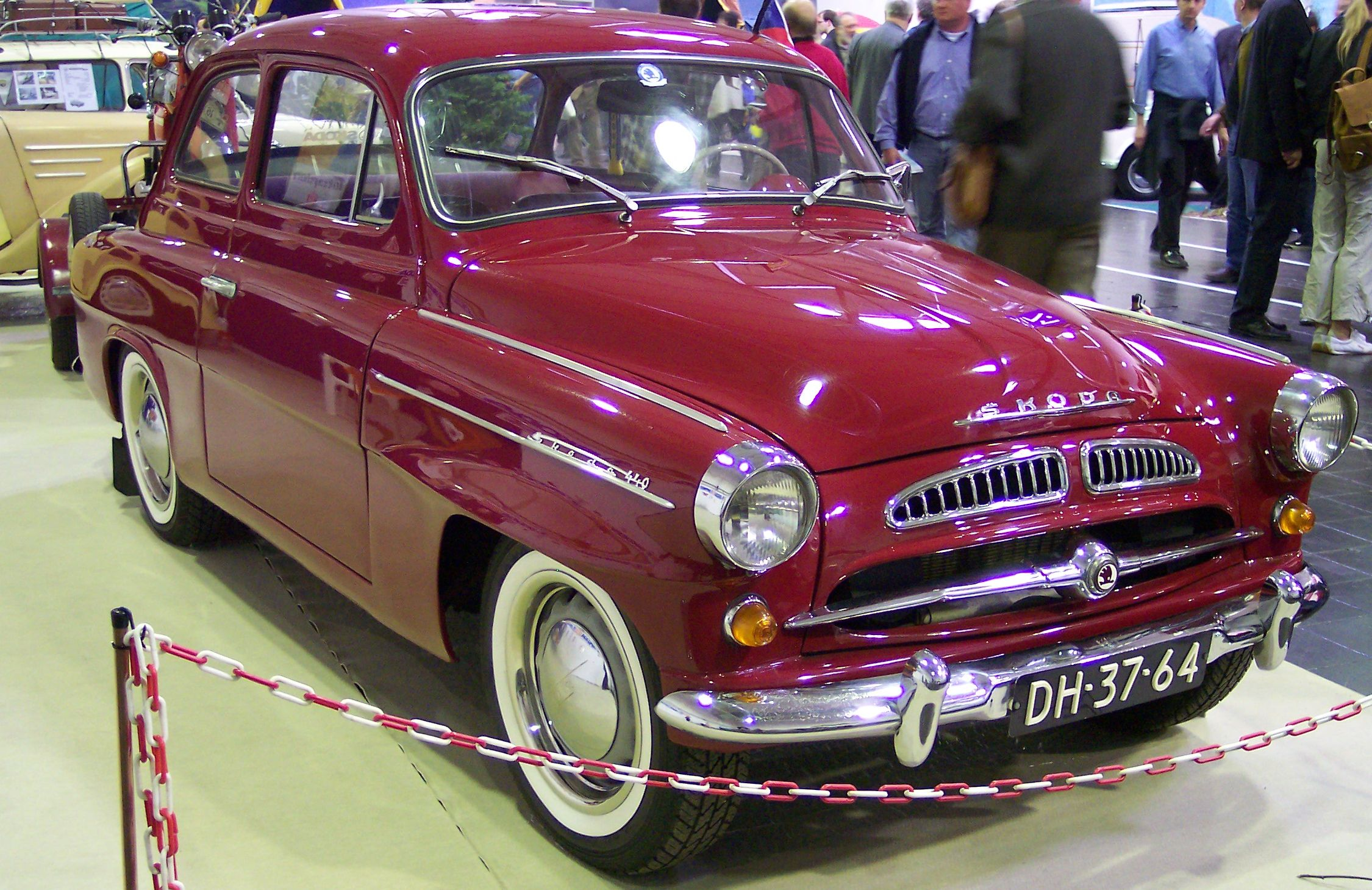
Škoda 440 sedã
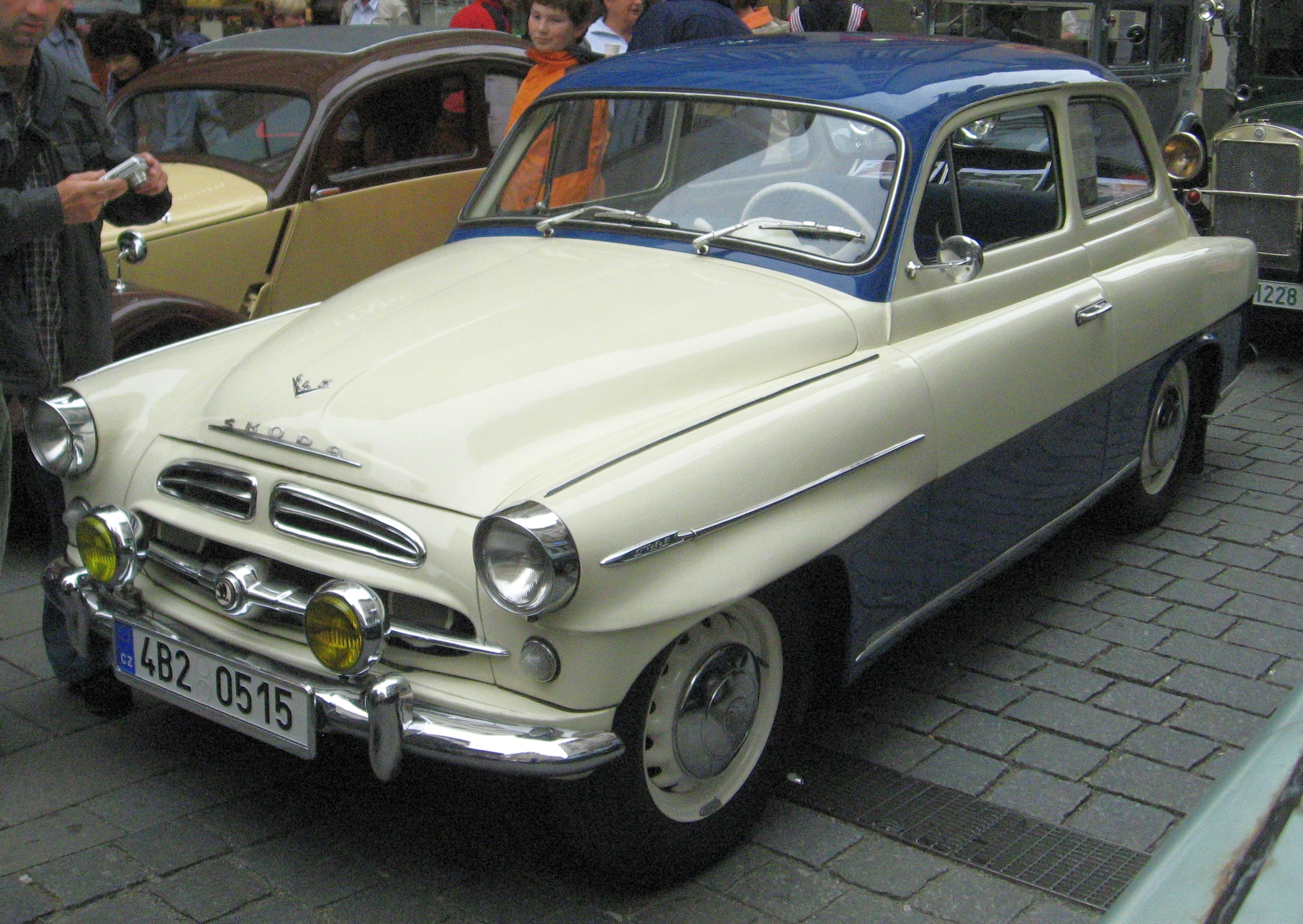
Škoda 445 sedã
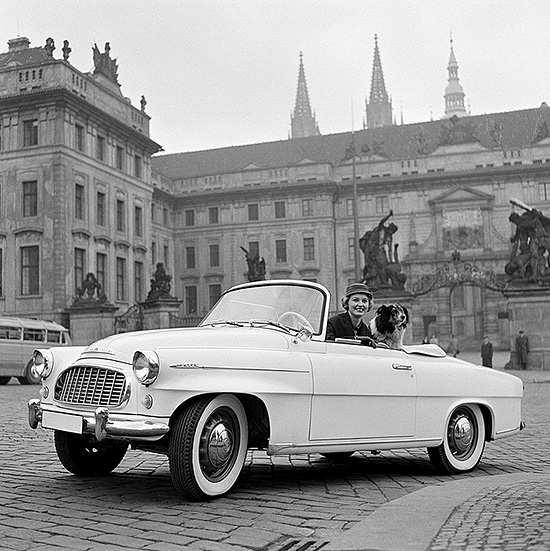
Škoda 450